# الهام مهدي العاصي
إلهام مهدي العاصي، فتاة يمنية تبلغ من العمر 13 سنه،ولقد توفيت نتيجة النزيف بعد زواجها،  من عابد الحكمي البالغ من العمر 23 سنه، والذي اعتقلته الشرطة لاحقًا.  واستنكرت إحدى المنظمات غير الحكومية ممارسة العادات في تزويج الفتيات الصغيرات ووصفتها بأنها " اغتصاب أطفال يتم التغاضي والتستر عنه تحت ستار الزواج". 
في اليمن، حيث تنتشر الثقافة القبلية وزواج القاصرات، يتزوج معظم الفتيات قبل بلوغهن سن البلوغ . وقد عارض المحافظون اليمنيون، بما في ذلك النساء، القانون المقترح الذي يحدد الحد الأدنى لسن الزواج عند 17 سنة للنساء و18 سنة للرجال.